# Elecciones provinciales de Mendoza de 1958
Las elecciones generales de la provincia de Mendoza de 1958 tuvieron lugar el 23 de febrero del mencionado año, al mismo tiempo que las elecciones presidenciales y legislativas a nivel nacional. Los comicios se realizaron con el objetivo de normalizar las instituciones provinciales después de casi tres años de la dictadura militar conocida como Revolución Libertadora que derrocó al presidente Juan Domingo Perón y proscribió al peronismo. Ante esta situación, el principal partido de la oposición a Perón, la Unión Cívica Radical (UCR), se dividió en dos facciones con respecto a su opinión hacia la proscripción. Por un lado, la Unión Cívica Radical Intransigente (UCRI), contraria a la misa, y la Unión Cívica Radical del Pueblo (UCRP), de acuerdo con la misma.
En la provincia de Mendoza, aunque la dominación del peronismo era notoria (un 71% del electorado mendocino votó por Perón en 1951), en las elecciones constituyentes de 1957, donde la mayoría de los peronistas votaron en blanco como forma de expresión, en Mendoza dicho voto solo se impuso con el 27%, demostrando una amplia decadencia. Sin embargo, el apoyo de dichos votos seguía siendo trascendental para definir al ganador de las elecciones. Las elecciones para gobernador, vicegobernador, diputados y senadores provinciales, e intendentes y concejales de los municipios se convocaron formalmente el 23 de noviembre de 1957 para el 23 de febrero; al mismo tiempo que las elecciones de presidente, vicepresidente y diputados nacionales; mediante la ley nº 5924 dictada por la intervención de facto.
Proscrito el peronismo, los tres principales candidatos en la contienda por la gobernación mendocina serían Ernesto Ueltschi, de la UCRI, Leopoldo Suárez, de la UCRP, y Francisco Gabrielli, del conservador Partido Demócrata. Días antes de las elecciones, el 19 de febrero, Perón dio desde el exilio la orden de votar por Arturo Frondizi, candidato presidencial de la UCRI, de este modo, los votos en blanco del peronismo pasaron a ser votos de la UCRI, que obtuvo una aplastante victoria a nivel nacional, incluyendo en Mendoza, donde Ueltschi resultó elegido con el 57,32% de los votos contra solo el 21,86% de Suárez y el 15,77% de Gabrielli. El resto de los candidatos no superó el 4%, por lo que los intentos de los peronistas disidentes de presentar listas propias constituyó un rotundo fracaso.
Debido a que el mandato del gobernador de Mendoza, a diferencia del de los demás gobernadores del país, era en ese momento de tres años en lugar de cuatro, Ueltschi completó su mandato, siendo el único cargo ejecutivo electo entre 1958 y 1966 en lograrlo.

## Resultados

### Gobernador
|  | 57,32 % |

|  | 21,86 % |

|  | 15,77 % |

|  | 2,23 % |

|  | 1,56 % |

|  | 0,69 % |

|  | 0,58 % |

|  | 95,81 % |

|  | 4,04 % |

|  | 0,15 % |

|  | 100 % |

### Vicegobernador
|  | 57,30 % |

|  | 21,86 % |

|  | 15,76 % |

|  | 2,23 % |

|  | 1,56 % |

|  | 0,69 % |

|  | 0,59 % |

|  | 95,81 % |

|  | 4,04 % |

|  | 0,15 % |

|  | 100 % |

### Cámara de Diputados
|  | 53,34 % |

|  | 21,56 % |

|  | 15,22 % |

|  | 4,48 % |

|  | 2,34 % |

|  | 1,71 % |

|  | 0,68 % |

|  | 0,48 % |

|  | 0,19 % |

|  | 95,78 % |

|  | 4,04 % |

|  | 0,18 % |

|  | 100 % |

#### Resultados por secciones electorales
| 1ª Sección Electoral 12 Diputados | 1ª Sección Electoral 12 Diputados     | 1ª Sección Electoral 12 Diputados | 1ª Sección Electoral 12 Diputados | 1ª Sección Electoral 12 Diputados | 1ª Sección Electoral 12 Diputados |
| Partido                           | Partido                               | Votos                             | %                                 | Bancas                            | Electos |
| --------------------------------- | ------------------------------------- | --------------------------------- | --------------------------------- | --------------------------------- | --- |
|                                   | Unión Cívica Radical Intransigente    | 65.314                            | 51,95                             | 8/12                              | Ver electos: - Julio Made - Sofía Sierra de Araya - Rodolfo Calvo - Sebastián Portillo - Carlos G. Morel - Julio José André - Juan Giménez Vargas - Juan Isidro Flores         |
|                                   | Unión Cívica Radical del Pueblo       | 25.797                            | 20,52                             | 4/12                              | Ver electos: - Concepción Linde de Peñaloza - Samuel Ostropolsky - Alberto Azcona - Juan Antonio Martínez López                                                                |
|                                   | Partido Demócrata                     | 20.493                            | 16,30                             |                                   | |
|                                   | Partido Comunista                     | 5.968                             | 4,75                              |                                   | |
|                                   | Partido Demócrata Cristiano           | 3.581                             | 2,85                              |                                   | |
|                                   | Partido Socialista                    | 2.322                             | 1,85                              |                                   | |
|                                   | Unión Popular                         | 1.258                             | 0,00                              |                                   | |
|                                   | Partido Demócrata Conservador Popular | 994                               | 0,79                              |                                   | |
|                                   |                                       |                                   |                                   |                                   | |
| Votos positivos                   | Votos positivos                       | 125.727                           | 95,50                             |                                   | |
| Votos en blanco                   | Votos en blanco                       | 5.584                             | 4,24                              |                                   | |
| Votos anulados                    | Votos anulados                        | 347                               | 0,26                              |                                   | |
| Total de votos                    | Total de votos                        | 131.658                           | 100                               |                                   | |
| 2ª Sección Electoral 12 Diputados |                                       |                                   |                                   |                                   | |
| Partido                           | Partido                               | Votos                             | %                                 | Bancas                            | Electos |
|                                   | Unión Cívica Radical Intransigente    | 40.967                            | 52,69                             | 8/12                              | Ver electos: - Armando Tejada Gómez - Horacio Lebrat - Carlos A. Chacón - Antonio Ponce - Oscar Gómez Rivero - Lonardo Pereyra - Antonio Passone - Aurora Ceballos de Guerrero |
|                                   | Unión Cívica Radical del Pueblo       | 18.339                            | 23,59                             | 4/12                              | Ver electos: - Emilio Enrique Iñesta - Antonio Naman García - Alberto R. Day - Edmundo W. Funes                                                                                |
|                                   | Partido Demócrata                     | 11.927                            | 15,34                             |                                   | |
|                                   | Partido Comunista                     | 3.194                             | 4,11                              |                                   | |
|                                   | Partido Demócrata Cristiano           | 1.541                             | 1,98                              |                                   | |
|                                   | Partido Demócrata Conservador Popular | 737                               | 0,95                              |                                   | |
|                                   | Partido Socialista                    | 677                               | 0,87                              |                                   | |
|                                   | Unión Popular                         | 367                               | 0,47                              |                                   | |
|                                   |                                       |                                   |                                   |                                   | |
| Votos positivos                   | Votos positivos                       | 77.749                            | 96,18                             |                                   | |
| Votos en blanco                   | Votos en blanco                       | 2.977                             | 3,68                              |                                   | |
| Votos anulados                    | Votos anulados                        | 109                               | 0,13                              |                                   | |
| Total de votos                    | Total de votos                        | 80.835                            | 100                               |                                   | |
| 3ª Sección Electoral 12 Diputados |                                       |                                   |                                   |                                   | |
| Partido                           | Partido                               | Votos                             | %                                 | Bancas                            | Electos |
|                                   | Unión Cívica Radical Intransigente    | 73.489                            | 55,02                             | 8/12                              | Ver electos: - Eduardo R. di Nasso - Margarita A. de Roselli - Pastor S. Morón - Elías Elaskar - Osvaldo A. Fernández - Tomás E. Gallo - Gerardo E. Pérez - Fernando Salvini   |
|                                   | Unión Cívica Radical del Pueblo       | 28.543                            | 21,37                             | 4/12                              | Ver electos: - Horacio Gianella - Miguel Bullaude - Ulpiano Suárez (h) - Roberto Videla                                                                                        |
|                                   | Partido Demócrata                     | 18.867                            | 14,13                             |                                   | |
|                                   | Partido Comunista                     | 5.929                             | 4,44                              |                                   | |
|                                   | Partido Demócrata Cristiano           | 2.778                             | 2,08                              |                                   | |
|                                   | Partido Socialista                    | 2.774                             | 2,08                              |                                   | |
|                                   | Unión Republicana                     | 630                               | 0,47                              |                                   | |
|                                   | Partido Demócrata Conservador Popular | 555                               | 0,42                              |                                   | |
|                                   |                                       |                                   |                                   |                                   | |
| Votos positivos                   | Votos positivos                       | 133.565                           | 95,81                             |                                   | |
| Votos en blanco                   | Votos en blanco                       | 5.666                             | 4,06                              |                                   | |
| Votos anulados                    | Votos anulados                        | 172                               | 0,12                              |                                   | |
| Total de votos                    | Total de votos                        | 139.403                           | 100                               |                                   | |

### Cámara de Senadores
|  | 53,40 % |

|  | 21,53 % |

|  | 15,21 % |

|  | 4,40 % |

|  | 2,34 % |

|  | 1,68 % |

|  | 0,67 % |

|  | 0,58 % |

|  | 0,18 % |

|  | 95,78 % |

|  | 4,04 % |

|  | 0,18 % |

|  | 100 % |

#### Resultados por secciones electorales
| 1ª Sección Electoral 9 Senadores | 1ª Sección Electoral 9 Senadores      | 1ª Sección Electoral 9 Senadores | 1ª Sección Electoral 9 Senadores | 1ª Sección Electoral 9 Senadores | 1ª Sección Electoral 9 Senadores |
| Partido                          | Partido                               | Votos                            | %                                | Bancas                           | Electos |
| -------------------------------- | ------------------------------------- | -------------------------------- | -------------------------------- | -------------------------------- | --- |
|                                  | Unión Cívica Radical Intransigente    | 65.397                           | 52,06                            | 6/9                              | Ver electos: - Elías Baglini - Pedro A. Lépori - Enrique T. Barrera - Heriberto Martínez - Antonio García de Moya - Enrique Martello                          |
|                                  | Unión Cívica Radical del Pueblo       | 25.706                           | 20,46                            | 3/9                              | Ver electos: - Ítalo César - Jaime Stilerman - José Prat |
|                                  | Partido Demócrata                     | 20.489                           | 16,31                            |                                  | |
|                                  | Partido Comunista                     | 5.949                            | 4,74                             |                                  | |
|                                  | Partido Demócrata Cristiano           | 3.571                            | 2,84                             |                                  | |
|                                  | Partido Socialista                    | 2.284                            | 1,82                             |                                  | |
|                                  | Unión Popular                         | 1.243                            | 0,99                             |                                  | |
|                                  | Partido Demócrata Conservador Popular | 985                              | 0,78                             |                                  | |
|                                  |                                       |                                  |                                  |                                  | |
| Votos positivos                  | Votos positivos                       | 125.624                          | 95,49                            |                                  | |
| Votos en blanco                  | Votos en blanco                       | 5.584                            | 4,24                             |                                  | |
| Votos anulados                   | Votos anulados                        | 347                              | 0,26                             |                                  | |
| Total de votos                   | Total de votos                        | 131.555                          | 100                              |                                  | |
| 2ª Sección Electoral 9 Senadores |                                       |                                  |                                  |                                  | |
| Partido                          | Partido                               | Votos                            | %                                | Bancas                           | Electos |
|                                  | Unión Cívica Radical Intransigente    | 40.918                           | 52,70                            | 6/9                              | Ver electos: - Celestino J. Nardon - Guillermo del Carmen Gómez - Francisco H. Díaz Peralta - Ernesto H. Zanichelli - José Ramón Caparroz - Juan L. Tuninetti |
|                                  | Unión Cívica Radical del Pueblo       | 18.323                           | 23,60                            | 3/9                              | Ver electos: - Ángel Ferrer - Roberto Mario Zara - José Abraham                                                                                               |
|                                  | Partido Demócrata                     | 11.891                           | 15,31                            |                                  | |
|                                  | Partido Comunista                     | 3.190                            | 4,11                             |                                  | |
|                                  | Partido Demócrata Cristiano           | 1.550                            | 2,00                             |                                  | |
|                                  | Partido Demócrata Conservador Popular | 735                              | 0,95                             |                                  | |
|                                  | Partido Socialista                    | 680                              | 0,88                             |                                  | |
|                                  | Unión Popular                         | 362                              | 0,47                             |                                  | |
|                                  |                                       |                                  |                                  |                                  | |
| Votos positivos                  | Votos positivos                       | 77.649                           | 96,18                            |                                  | |
| Votos en blanco                  | Votos en blanco                       | 2.977                            | 3,69                             |                                  | |
| Votos anulados                   | Votos anulados                        | 109                              | 0,14                             |                                  | |
| Total de votos                   | Total de votos                        | 80.735                           | 100                              |                                  | |
| 3ª Sección Electoral 9 Senadores |                                       |                                  |                                  |                                  | |
| Partido                          | Partido                               | Votos                            | %                                | Bancas                           | Electos |
|                                  | Unión Cívica Radical Intransigente    | 73.731                           | 55,07                            | 6/9                              | Ver electos: - Héctor Pérez Pesce - Ramón H. Lemos - Juan B. Batagliese - Miguel Fuentes - Ramón C. Altomare - Félix Gallegos                                 |
|                                  | Unión Cívica Radical del Pueblo       | 28.551                           | 21,32                            | 3/9                              | Ver electos: - Juan Carlos Martín - Francisco Salonia - Ambrosio Ghelardi                                                                                     |
|                                  | Partido Demócrata                     | 18.911                           | 14,12                            |                                  | |
|                                  | Partido Comunista                     | 5.711                            | 4,27                             |                                  | |
|                                  | Partido Demócrata Cristiano           | 2.761                            | 2,06                             |                                  | |
|                                  | Partido Socialista                    | 2.709                            | 2,02                             |                                  | |
|                                  | Unión Republicana                     | 610                              | 0,46                             |                                  | |
|                                  | Partido Demócrata Conservador Popular | 547                              | 0,41                             |                                  | |
|                                  | Unión Popular                         | 364                              | 0,27                             |                                  | |
|                                  |                                       |                                  |                                  |                                  | |
| Votos positivos                  | Votos positivos                       | 133.895                          | 95,82                            |                                  | |
| Votos en blanco                  | Votos en blanco                       | 5.666                            | 4,05                             |                                  | |
| Votos anulados                   | Votos anulados                        | 172                              | 0,12                             |                                  | |
| Total de votos                   | Total de votos                        | 139.733                          | 100                              |                                  | |